# Просяна (річка)
Просяна (рос. Бол. Поросяная) — річка в Україні, у Монастирищенському районі Черкаської області. Права притока Канели (басейн Південного Бугу).

## Опис
Довжина річки приблизно 10 км.

## Розташування
Бере початок на північному заході від Попудні. Тече переважно на північний схід і біля Хейлового впадає у річку Канелу, праву притоку Гірського Тікичу.